# Kata
Kata (型 eller 形,"form"), er et japansk ord for formaliseret bevægelsesmønster.

## Kata
Kata trænes enten mod imaginær(e) person(er) eller med opponent(er).
Denne form for træning er meget udbredt inden for kampkunst og kampsport.
Kata kan skrives med to forskellige kanji:
- 型 betyder støbeform, model eller stil
- 形 betyder form, figur eller type.

## Kata inden for japanske kampsystemer

### Iaido
En iaido kata er typisk ret kort, så de er delt ind i serier. Inden for en stilart har man ofte niveauer af serier, typiskt 3 niveauer.
- Shoden (初伝) første niveau.
- Chūden (中伝) mellemste niveau
- Okuden (奥伝) hemmeligt eller skjult niveau

Det er tradition mange steder at referere til de enkelte kata, ved deres nummer i serien. På japansk bruger man tælleren hon me (本目) for nummer i en serie. Her er de 10 første numre på japansk.
1. Ippon me
2. Nihon me
3. Sambon me
4. Yonhon me
5. Gohon me
6. Roppon me
7. Nanahon me
8. Hachihon me
9. Kūhon me
10. Jūhon me

### Judo
Kata trænes med partner og mange af dem stammer fra traditionel ju-jutsu. Der er stor forskel på hvor meget vægt der bliver lagt på kata træningen i de enkelte klubber. Her er de 8 kataer i Kodokan judo.
1. Nage no kata (投の形) serie med kast.
2. Katame no kata (固の形) serie med holdegreb.
3. Kime no kata (極の形) serie om afgørelse.
4. Jū no kata (柔の形) serie om blødhed.
5. Kodokan goshin-jutsu no kata (講道館護身術の形) serie med selvforsvar.
6. Itsusu no kata (五つの形) serie af "5".
7. Koshiki no kata (古式の形) antikke serier.
8. Seiryoku zenyō kokumin taiiku no kata (精力善用国民体育の形) "bedste brug af energi" national gymnastik.

### Kendo
Afhængig af hvilken reference den pågældende Kendo gruppe) har til oprindelsen for kata og budo-systemet, praktiseres de specikke kata i overensstemmelse med disse referencer.
Kata inden for Kendo kan foregå med våbnene katana, bokuto, bō, etc. Den ene person kaldes for uchidachi (打太刀?,うちだち), mens den anden person kaldes for shidachi (仕太刀?,しだち).

#### Den klassiske form for Kendo
Den klassiske form for Kendo praktiseres efter budo-systemet, ko-budo, hvor følgende kata-systemer indgår i pensum:
- Ko-kata med bokken (kata før å 1868) [1]
- Iai-jutsu kata

Ko-kata og bokken kihon kata udføres med opponent(er), mens iai-jutsu kata udføres mod imaginær person(er).

#### Den moderne form for Kendo
Den moderne form for Kendo trænes efter budo-systemet, shin-budo/gendai-budo, hvor følgende kata-system indgår i pensum:
- All-Japan Kendo Kata (kata skabt mellem år 1912-1933).[2]

Kendo kata udførers med en enkelt opponent.

### Karate-do
Der er forskel på hvilke kata der trænes i de forskellige stilarter.
Shotokan
Heian Shodan
Heian Nidan
Heian Sandan
Heian Yondan
Heian Godan
Tekki Shodan
Tekki Nidan
Tekki Sandan
Bassai Dai
Bassai Sho
Kanku Dai
Kanku Sho
Nijushiho
Enpi
Hangetsu
Jion
Gangaku
Jion
Jiin
Sochin
Unsu
Chinte
Meikyo
Wankan
Gojushiho Sho
Gojushiho Dai
Uchinadi
Sanchin
Tai Sabaki
Chokyu (Gekkisai)
Kume Hakutsuru
Yara Kusanku
Naihanchin (Tekki)
Nanshu
Happoren (Paipuren)
Nepai (Nipaipo)
Matsumura Bassai
Rakan-ken
Ryushan
Aragaki Niseishi (Nijushiho)
Aragaki Seisan
Aragaki Sochin
Aragaki Unshu
Wando (Wanduan)